# Commelina aspera
Commelina aspera är en himmelsblomsväxtart som beskrevs av George Don jr och George Bentham. Commelina aspera ingår i släktet himmelsblommor, och familjen himmelsblomsväxter. Inga underarter finns listade.